# Jaime Asensio de la Fuente
Jaime Asensio de la Fuente, conocido como Asen (Alcorcón, Madrid, España, 7 de octubre de 1978), es un exfutbolista y entrenador español. Jugaba como delantero.

## Clubes
| Club                            | País   | Año       |
| ------------------------------- | ------ | --------- |
| Club de Fútbol Rayo Majadahonda | España | 2000-2001 |
| Club Atlético de Madrid "B"     | España | 2001-2002 |
| Agrupación Deportiva Alcorcón   | España | 2002-2005 |
| Getafe Club de Fútbol           | España | 2005      |
| Club de Fútbol Extremadura      | España | 2005-2006 |
| Córdoba Club de Fútbol          | España | 2006-2010 |
| Albacete Balompié               | España | 2010      |
| Recreativo de Huelva            | España | 2011-2012 |
| Club de Fútbol Rayo Majadahonda | España | 2012-2013 |